# Axa S.A.
Axa S.A. är ett franskt multinationellt försäkrings- och investmentbolag som har verksamheter på alla kontinenter, främst i Asien-Stillahavsregionen, Europa och Nordamerika. Den amerikanska ekonomiskriften Forbes rankade Axa till världens 27:e största publika bolag för maj 2017.
För 2016 omsatte de nästan €100,2 miljarder och förvaltade ett kapital på nästan €1,43 biljoner samt hade en personalstyrka på omkring 165 000 anställda. Huvudkontoret är beläget i Paris.